# مسجد امامزاده سیدشمس‌الدین
مسجدامامزاده سیدشمس الدین مربوط به دوره صفوی - دوره قاجار است و در شهرستان تفت، روستای بنادک سادات واقع شده و این اثر در تاریخ ۲۲ شهریور ۱۳۷۸ با شمارهٔ ثبت ۲۴۳۰ به‌عنوان یکی از آثار ملی ایران به ثبت رسیده است.